# 8. ročník udílení AACTA International Awards
8. ročník udílení AACTA International Awards se konal 4. ledna 2019  v hotelu The Mondrian v Kalifornii.

## Vítězové a nominovaní

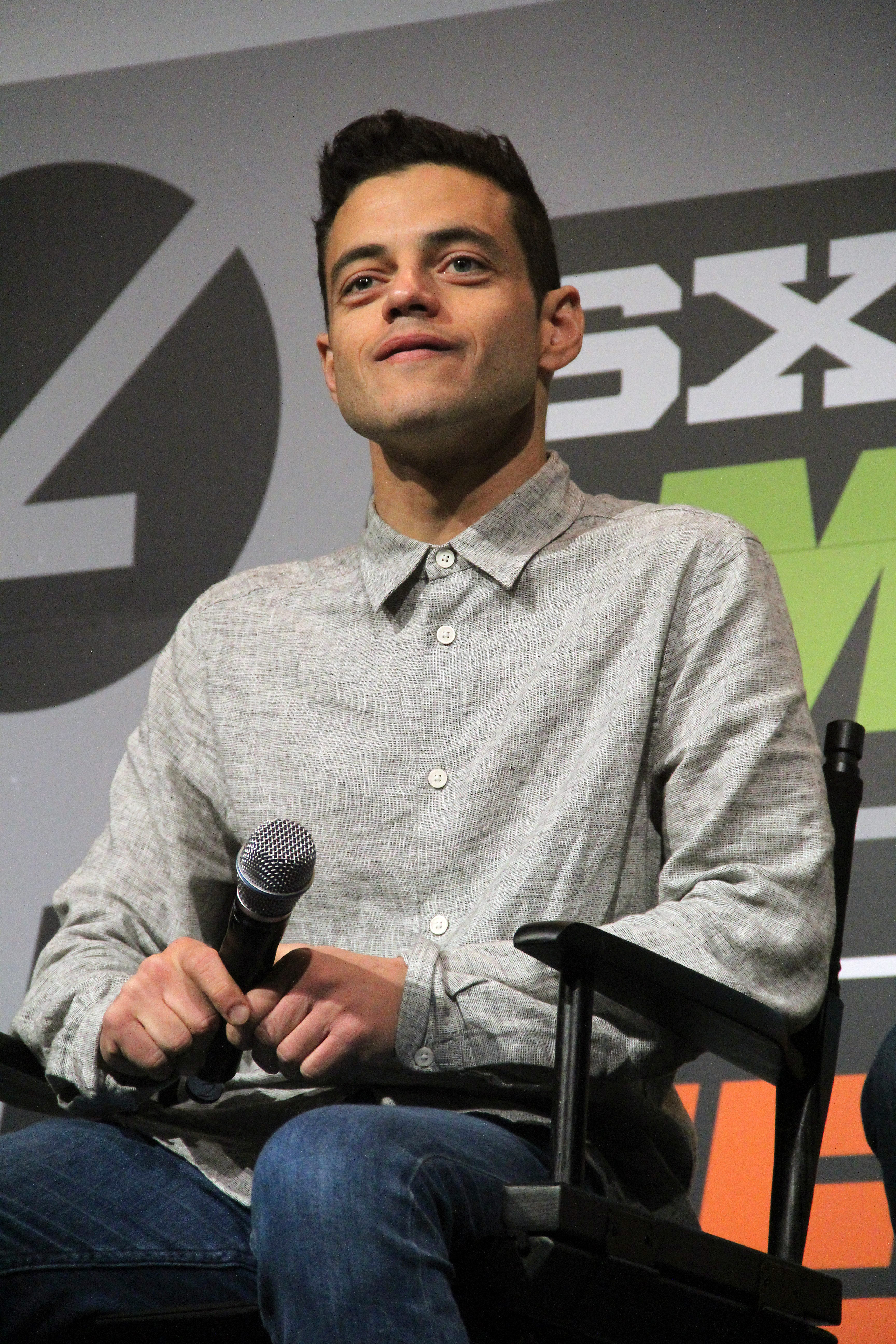
Rami Malek, vítěz v kategorii nejlepší mužský herecký výkon v hlavní roli

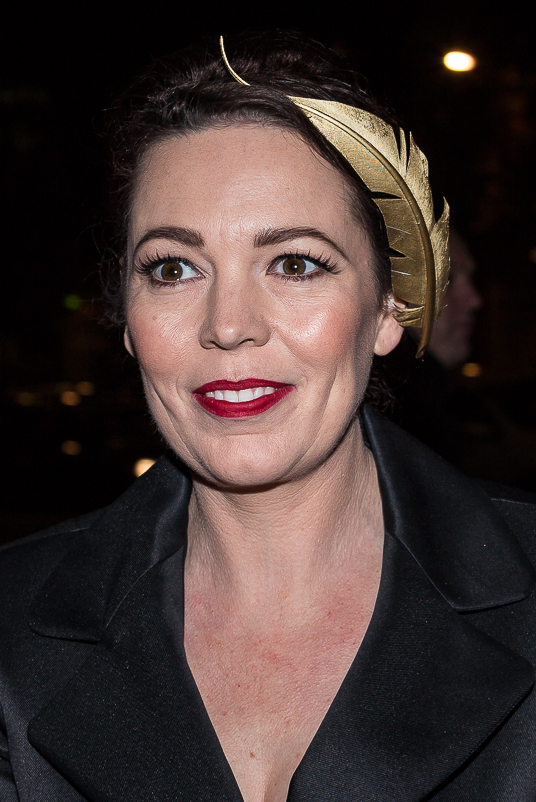
Olivia Colmanová, vítězka v kategorii nejlepší ženský herecký výkon v hlavní roli za roli

### Film
| Nejlepší film (drama) | Nejlepší režisér |
| --- | --- |
| Roma - BlacKkKlansman - Bohemian Rhapsody - Vice - Zrodila se hvězda | Alfonso Cuarón– Roma - Bradley Cooper– Zrodila se hvězda - Yorgos Lanthimos – Favoritka - Spike Lee – BlacKkKlansman - Warwick Thornton – Sweet Country |
| Nejlepší mužský herecký výkon v hlavní roli | Nejlepší ženský herecký výkon v hlavní roli |
| Rami Malek – Bohemian Rhapsody - Christian Bale – Vice - Bradley Cooper – Zrodila se hvězda - Viggo Mortensen – Zelená kniha - Hugh Jackman – Hlavní kandidát                                                                                    | Olivia Colmanová – Favoritka - Glenn Close – Žena - Toni Collette – Děsivé dědictví - Lady Gaga – Zrodila se hvězda - Nicole Kidman – Ničitelka         |
| Nejlepší mužský herecký výkon ve vedlejší roli | Nejlepší ženský herecký výkon ve vedlejší roli |
| Mahershala Ali – Zelená kniha - Timothée Chalamet – Beautiful Boy - Sam Elliott – Zrodila se hvězda - Joel Edgerton – Vymazaný kluk - Sam Rockwell – Vice                                                                                        | Nicole Kidman – Vymazaný kluk - Amy Adams – Vice - Claire Foy – První člověk - Emily Bluntová – Tiché místo - Margot Robbie – Marie, královna skotská   |
| Nejlepší scénář | |
| Tony McNamara a Deborah Davis – Favoritka - John Krasinski, Scott Beck, Bryan Woods – Tiché místo - Charlie Wachtel, David Rabinowitz, Kevin Willmott, Spike Lee – BlacKkKlansman - Anthony McCarten – Bohemian Rhapsody - Alfonso Cuarón – Roma | |

## Další
- 25. ročník udílení Screen Actors Guild Awards
- 24. ročník udílení Critics' Choice Movie Awards
- 72. ročník udílení Filmových cen Britské akademie
- 76. ročník udílení Zlatých glóbů
- 91. ročník udílení Oscarů